# Żarowo (West-Pommeren)
Żarowo (Duits: Saarow) is een plaats in het Poolse district  Stargardzki, woiwodschap West-Pommeren. De plaats maakt deel uit van de gemeente Stargard Szczeciński en telt 349 inwoners.